# José de Algarate
José de Algarate (Corona de Castilla, Monarquía Hispánica c. 1670s - Panamá, Virreinato de Nueva Granada 28 de octubre de 1722) fue un capitán que ejerció el cargo de corregidor de Latacunga, y que fue nombrado como alcalde mayor de San Salvador (pero falleció antes de tomar posesión).

## Biografía
José de Algarate nació en la Corona de Castilla de la Monarquía Hispánica, por la década de 1670s; se dedicaría a la carrera de las armas, alcanzando el rango de capitán; y contrarería matrimonio con María Félix de Herrera.
El 20 de junio de 1718 el rey Felipe V lo designó como alcalde mayor de San Salvador, para que tomase posesión al finalizar el período para el que había sido designado José Llanes Robles (quien renunció a ese puesto por motivos de salud; fue sucedido interinamente por Pedro de Doralea, que falleció en el cargo; quedando como alcalde mayor interino Rodrigo Salgado); asimismo, el 20 de septiembre de ese año, obtendría el título de corregidor de Latacunga en la Real Audiencia de Quito, por subrogación de Juan González de Haedo.
El 12 de enero de 1719 se embarcaría hacia el continente americano, donde se desempeñaría primeramente como corregidor de Latacunga; luego de lo cual se asentaría en la Ciudad de Panamá, debido a que aún era temprano para tomar posesión de su puesto como alcalde mayor; sin embargo, fallecería el 28 de octubre de 1722, testando días antes a favor de su esposa, quien designaría al capitán Pedro de Echevers para que en su lugar ejerciera ese cargo.